# Линкей (син на Египет)
Линкей (на старогръцки: Λυνκεύς, Lynkeus) в гръцката митология е цар на Аргос през през ХІV век пр. Хр., син на Египет и Аргифия.
При масовата сватба на 50 сина на египтския цар Египет с 50 Данаиди, дъщерите на Данай, той получава най-възрастната дъщеря Хипермнестра за жена. Всичките му братя са убити през първата брачна нощ, а той успява да избяга с помощта на Хиперместра. Двамата си дали сигнал с факли. Затова в Аргос прзнували всяка година празника на факлите. По-късно Данай се съгласява с връзката на дъщеря му и Линкей. След смъртта на Данай Линкей става цар на Аргос. Последван е на трона от сина му с Хиперместра Абант.
Линкей е организирал игри в чест на богинята Хера. По-късно Линкей и Хипермнестра са чествани в Аргос като герои.